# RINEX
RINEX (Receiver Independent Exchange System) – niezależny od odbiornika format wymiany danych został przyjęty w roku 1989 jako pewna norma formatu danych GPS niezależna nie tylko od odbiornika, ale także od programu, za pomocą którego dane były przetwarzane.
W systemie RINEX zdefiniowano: wielkości obserwowane, nazwy standardowe plików, standardowe formaty danych, porządek w nagłówkach rekordów, pominięte informacje, zaznaczenia (marki) umożliwiające rozpoznanie określonych rekordów, poprawki zegarów odbiorników, dodatkowe wskazówki i oznaczenia zakończeń. Większość pakietów oprogramowania GPS umożliwia korzystanie z plików zapisanych według formatu RINEX.